# Erycinae
Los ericinos (Erycinae) son de la familia Boidae. Que se forma de serpientes constrictoras de menor tamaño, agrupadas en cuatro géneros diferentes.

## Descripción
A diferencia de la familia Boinae, son serpientes de pequeño tamaño. El tamaño de esta familia nunca sobrepasa los 12 cm de longitud. Sin embargo, puede que existan ejemplares que puedan superar este límite, pero no para alcanzar un gran tamaño. La forma de su cabeza, como en otras boas, es igual a la de las pitones y su cola es muy estrecha.

## Comportamiento
La mayoría de estas serpientes pasan la mayor parte de su tiempo debajo de la superficie de la arena, con sólo los ojos o la cabeza expuesta en la superficie. Cuando se acerca una presa, se lanzan a la presa, para morderla, empleando su veneno para matarla. Se alimentan principalmente de roedores, aunque también forman parte de su dieta lagartijas y pájaros.[cita requerida]

## Géneros
| Género      | Autor de taxón | Especies | Subesp.*                                                  | Nombre común                             | Distribución geográfica |
| ----------- | -------------- | -------- | --------------------------------------------------------- | ---------------------------------------- | --- |
| Charina     | Gray, 1849     | 4        | 2                                                         | Rosy boas, rubber boas                   | Norteamérica desde el suroeste de Canadá hacia el sur por el oeste de los Estados Unidos y en el noroeste de México. También se encuentran en el oeste y el centro de África de Liberia y Sierra Leona a Camerún (incluyendo Isla de Bioko), la República Centroafricana, Gabón, la República del Congo y la República Democrática del Congo. En la República Democrática del Congo, ocurre casi hasta el Lago Kivu. |
| EryxT       | Daudin, 1803   | 8        | 2                                                         | Old world sand boas                      | El sureste de Europa, al norte de África, el Medio Oriente y el suroeste de Asia. |
| Gongylophis | Wagler, 1830   | 3        | 0                                                         | Sand boas                                | África a partir de Mauritania y Senegal al este de Egipto y el sur de Tanzania. También desde el extremo sur de la Península arábiga. En el subcontinente indio desde el este de Pakistán, al este de India y Bangladés, al sur hasta el noroeste de Sri Lanka. |
| Lichanura   | Cope, 1861     | 2        | 7 subespecies pero no hay consenso sobre el número exacto | Boa rosada costera, Boa rosada del norte | Estados Unidos: California y Arizona. México: Baja California y Sonora. |

* sin incluir las subespecies nominales.

T Forma típica.